# Famille Duodo
 (juillet 2024).
La famille Duodo est une famille patricienne de Venise de longue date où elle se fut établie dans la paroisse de Santa Maria Zobenigo. Elle donne dès le XIe siècle des commandants aux armées et des procurateur de Saint-Marc. 

## Historiques
Leurs origines ne sont pas claires : ce serait l'Esclavonie, la Morée ou l'Allemagne. Ils sont inclus à la noblesse lors de la clôture du Maggior Consiglio.

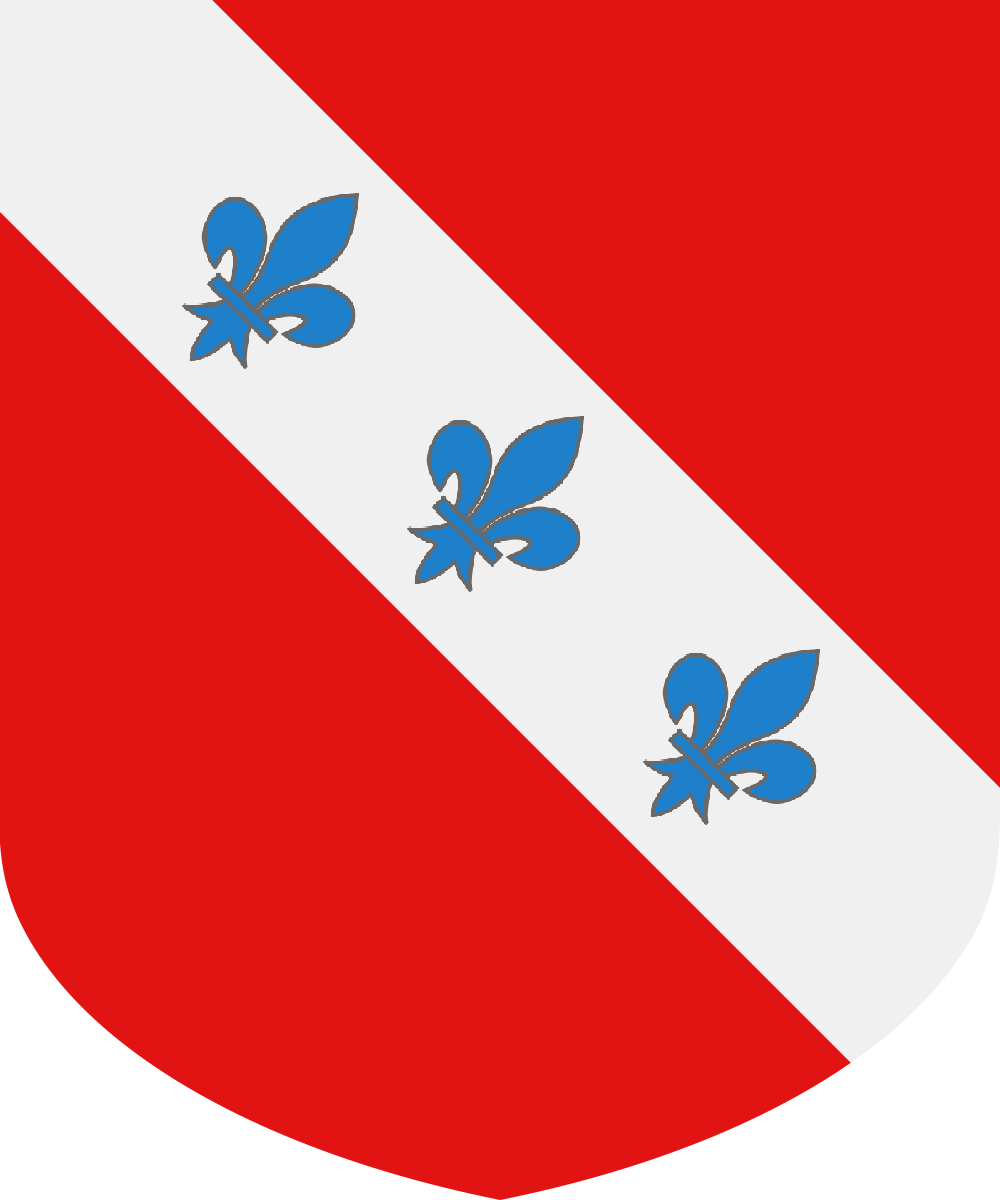
armes des Duodo

Les armes des Duodo se composent d'une bande d'argent chargée de trois fleurs de lys d'or en champ de gueules.

## Personnalités
- Leonardo, membre du Conseil de 1265 à 1302,
- les héritiers de Simeone Duodo et Pietro Duodo, prêteurs à l'État en 1379,
- Pietro, jusqu'en 1483 commandant de l'armée sur le lac de Garde, et en 1495 meneur des cavaliers albanais lors de la campagne du Taro; il établit un pèlerinage vers l'église et les sept chapelles qu'il bâtit à Monselice ;
- Francesco, commandant-général à la bataille de Lépante en 1571, devint de ce fait procurateur de Saint-Marc;
- son frère Dominico obtint le même honneur après la mort de Francesco;
- Pietro, fils du précédent, homme savant et honoré de beaucoup d'ambassades qui, de retour en 1588 de Pologne, reconstruisit avec l'architecte Scamozzi le palais Duodo à Santa Maria Zobenigo sur le futur Fondamenta Duodo; il construisit sept églises à Monselice et mourut en 1611.

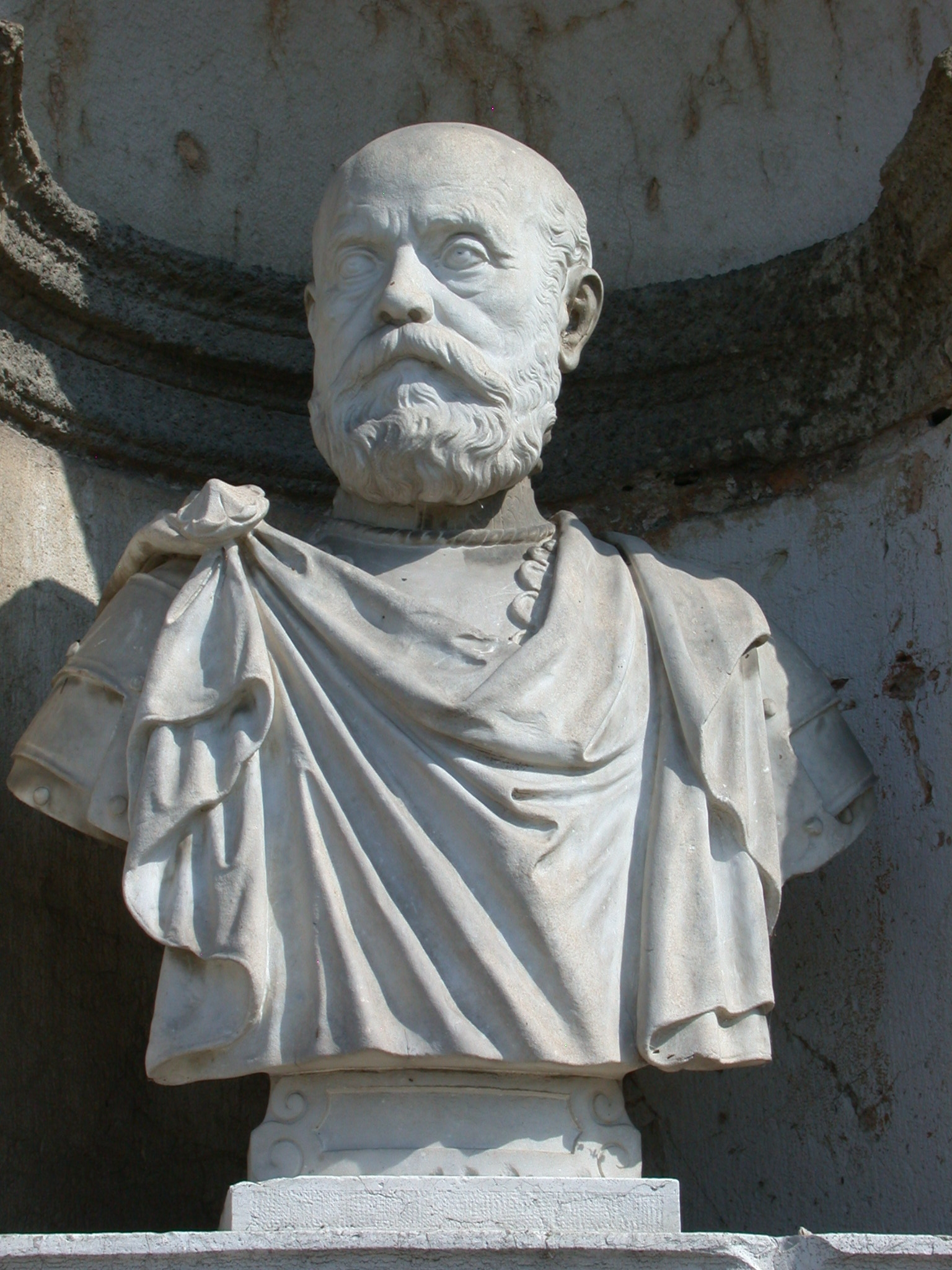
Francisco
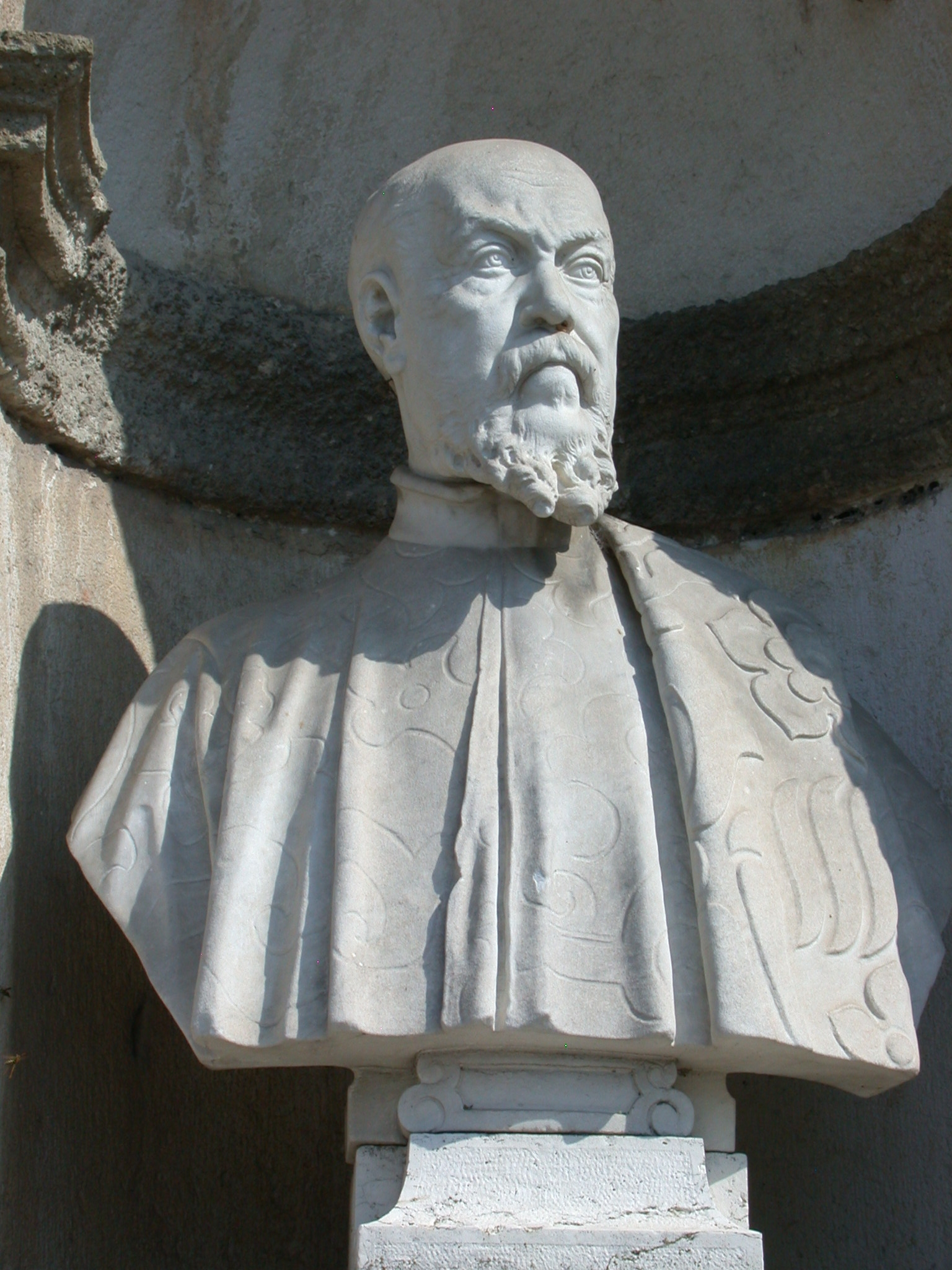
Dominico
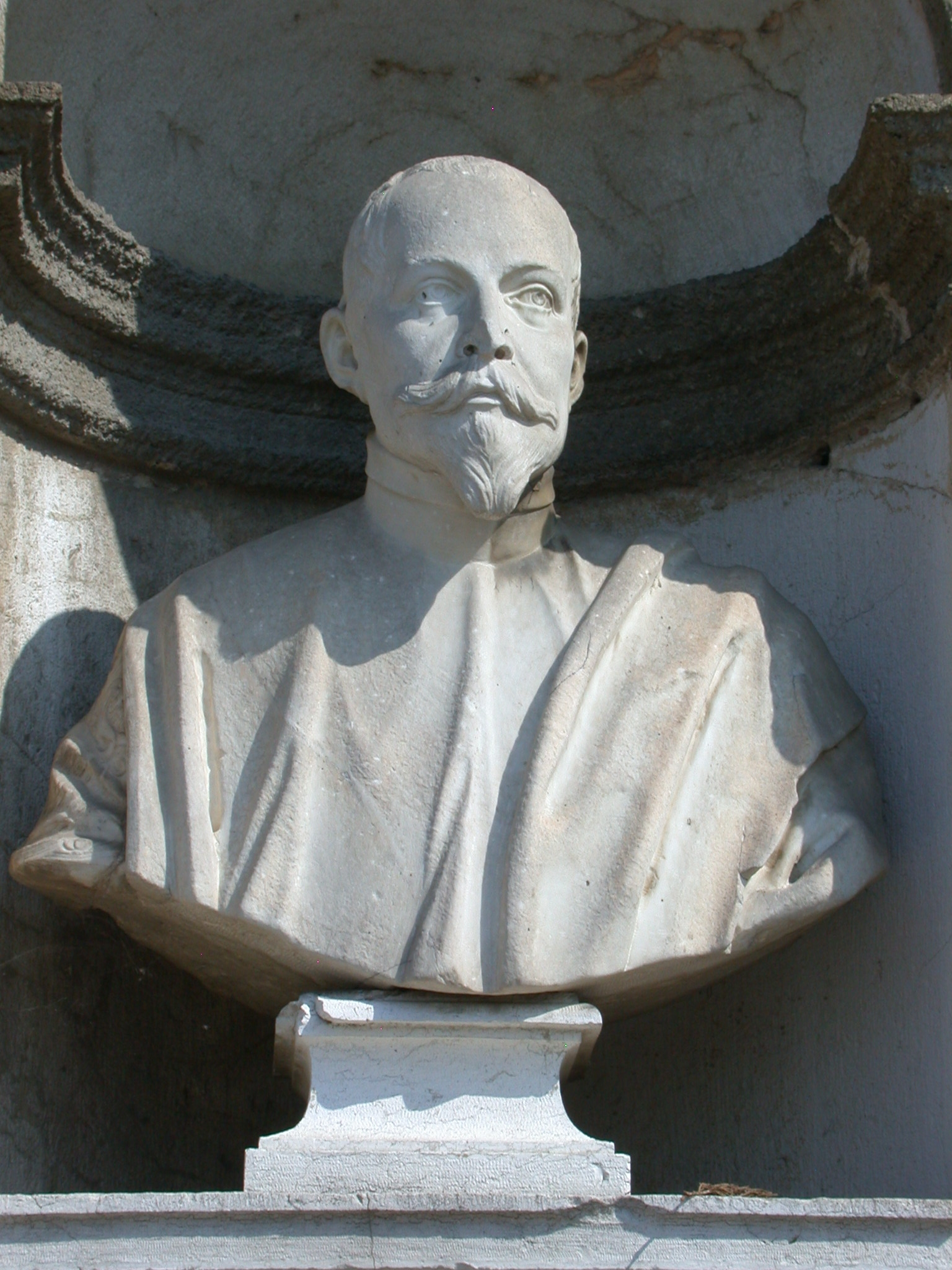
Petrus

## Demeures

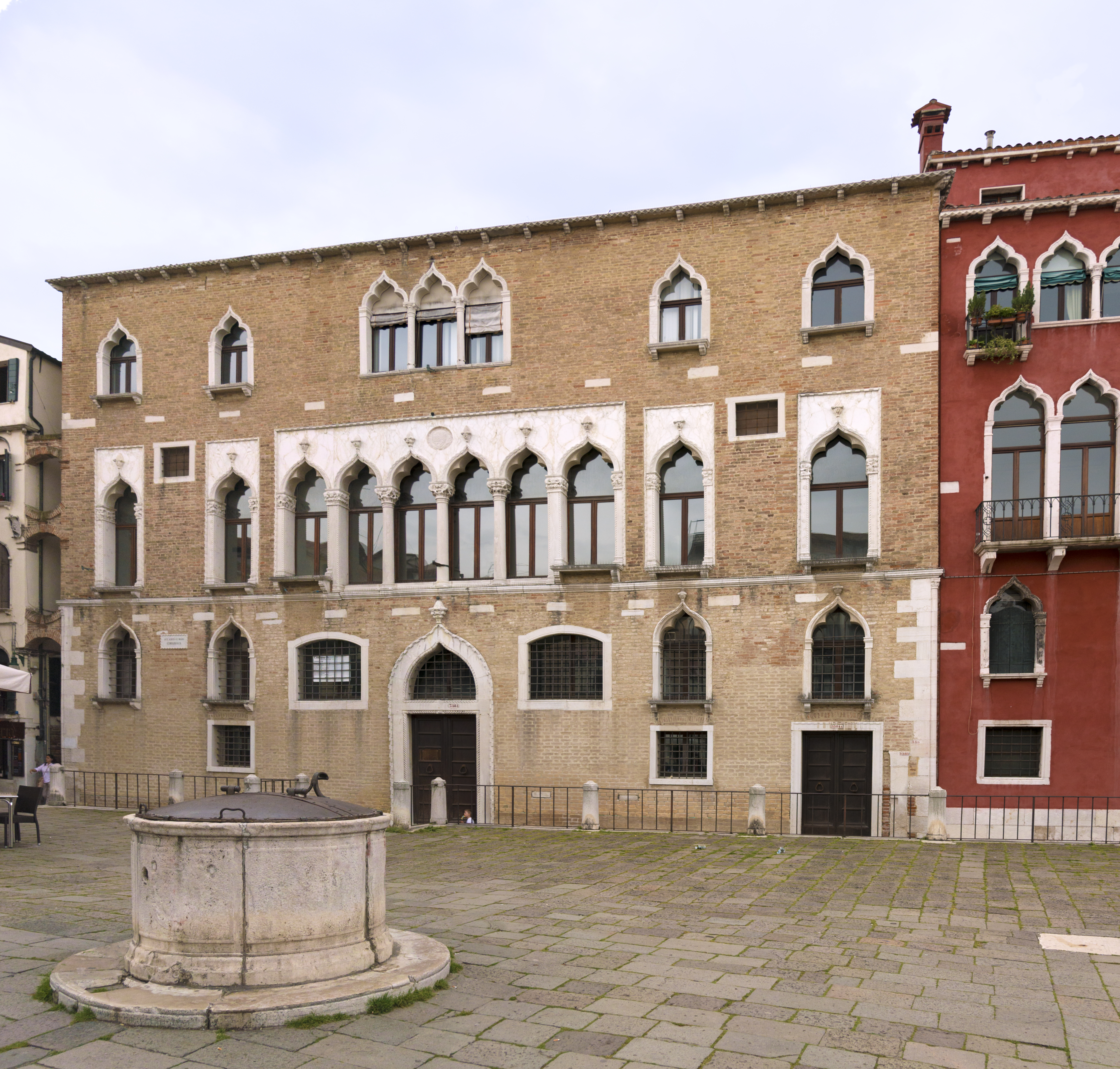
Façade du Palais Duodo Campo Sant'Angelo
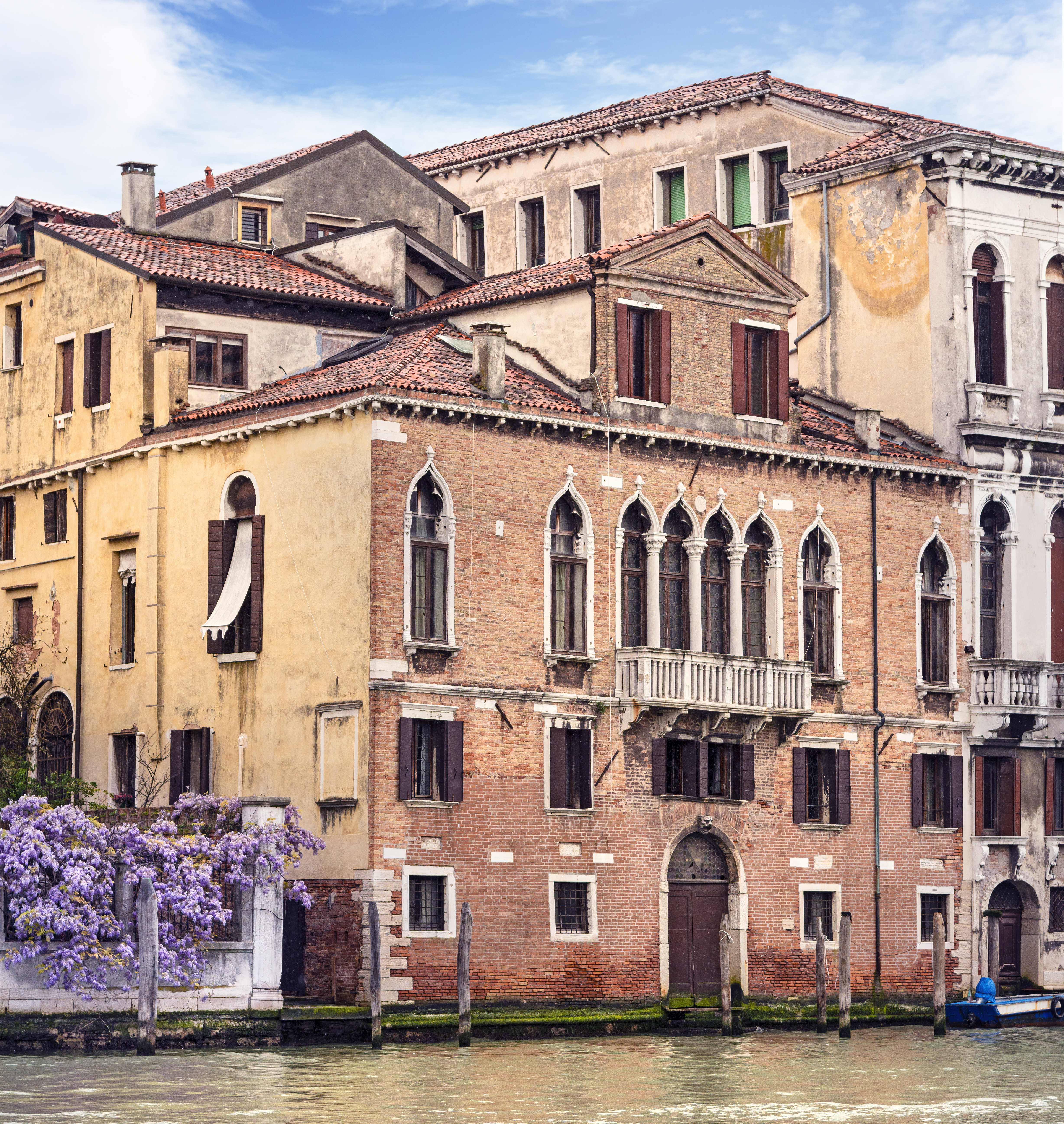
Palais Duodo Balbi-Valier a Santa Croce
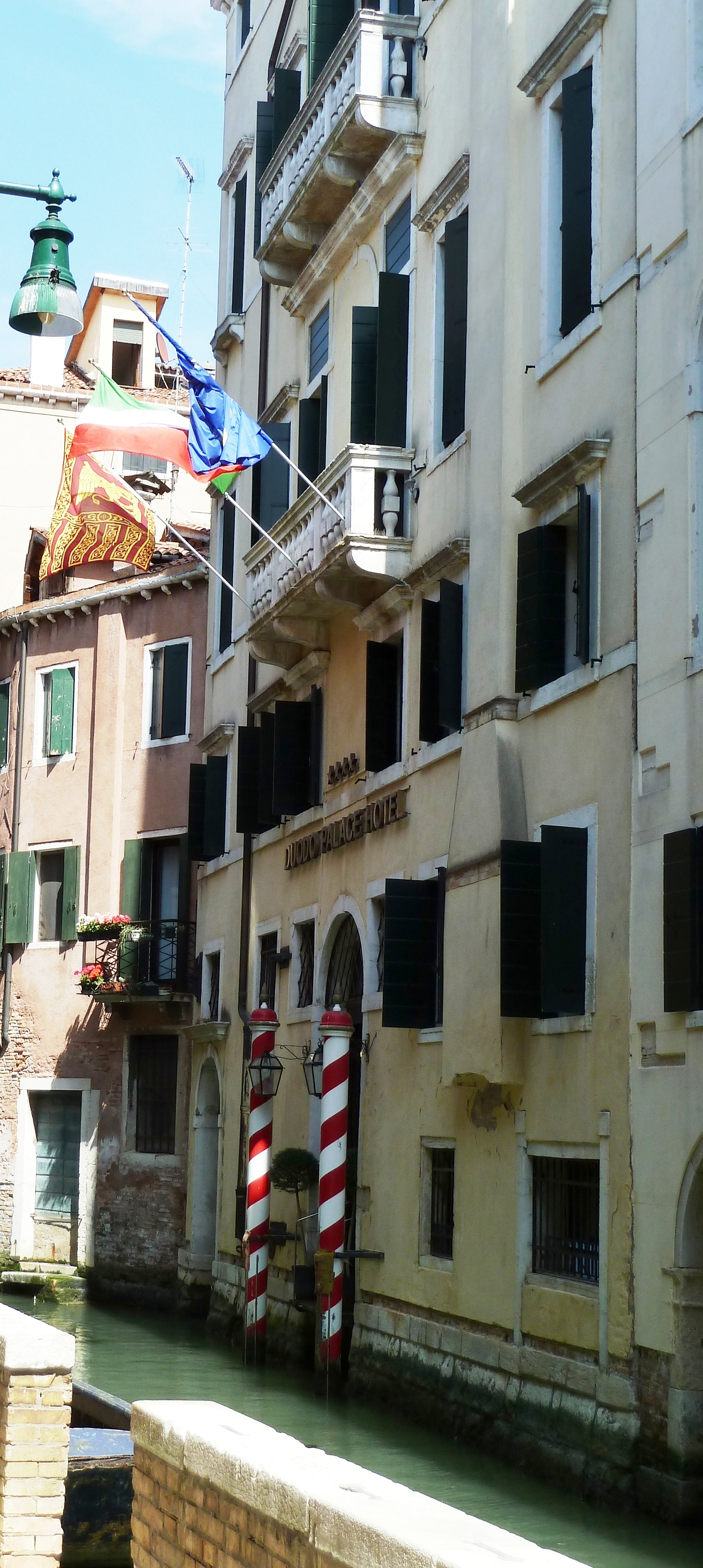
Palais Duodo a Sant'Angelo

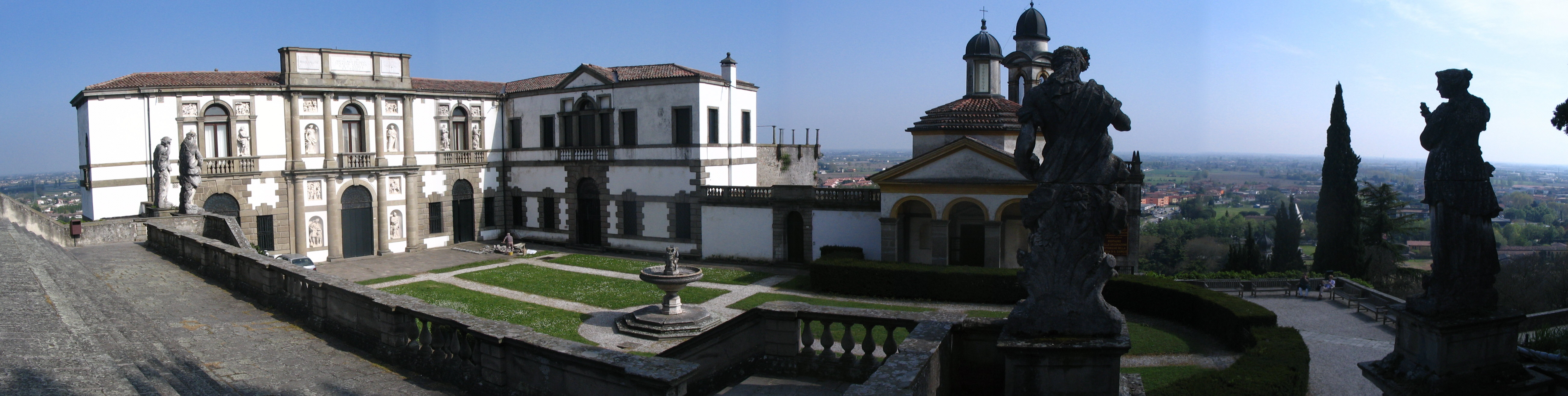
La villa Duodo à Monselice
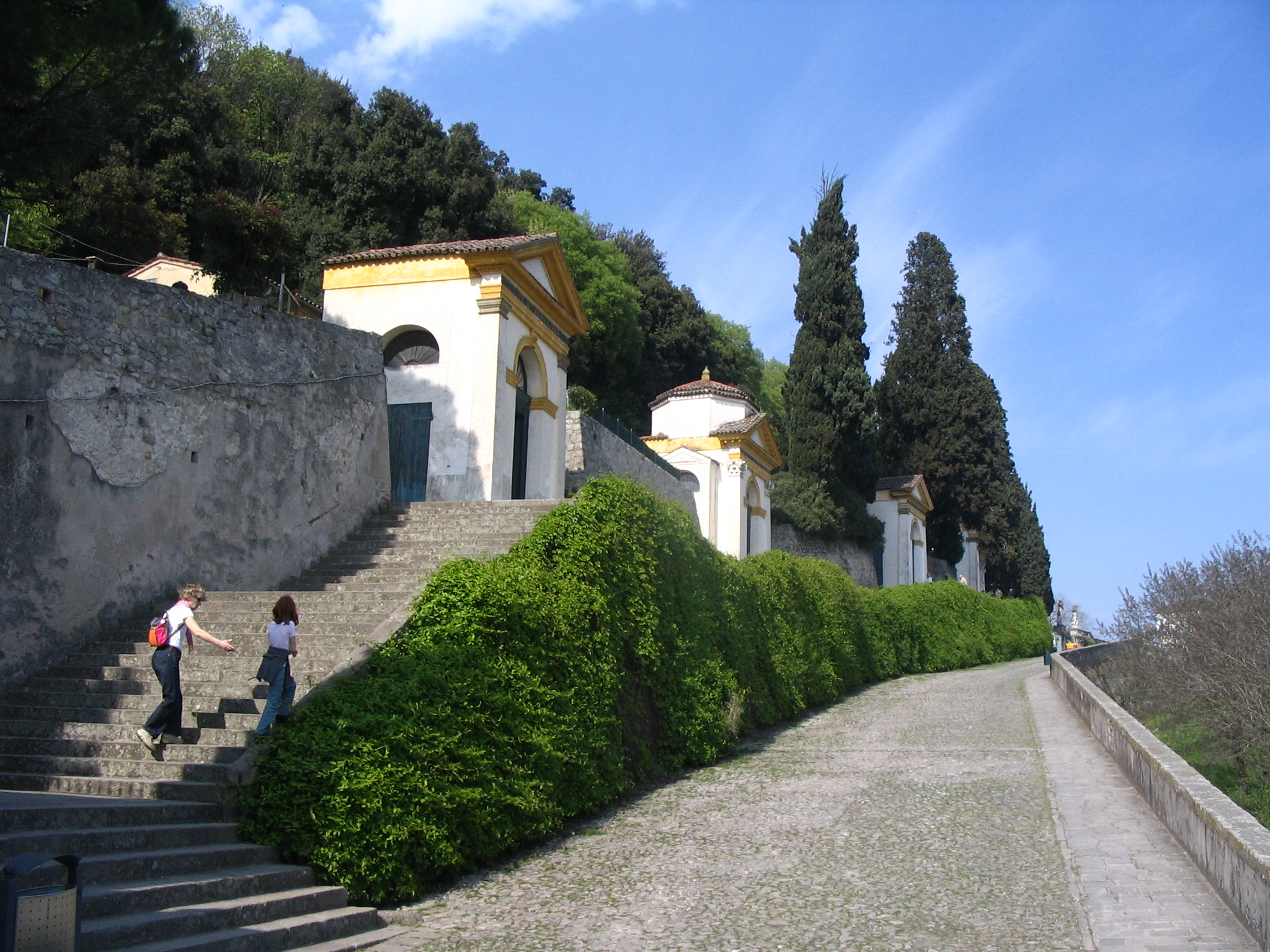
Sanctuaire des 7 églises à Monselice